# 神田遵
神田 遵（かんだ じゅん）は、日本の弁護士。長島・大野・常松法律事務所パートナー（共同経営者）。第一東京弁護士会所属。

## 学歴
- 1986年 - 東京大学法学部卒業
- 1989年 - ケンブリッジ大学卒業（B.A.）

## 職歴
- 2006年 - 東京大学法学部非常勤講師
- 2021年 - 法務省司法試験考査委員(国際法(公法))

## 著書
- 『解雇・退職の判例と実務』 （第一法規、2000年）
- 『事例解説　出向・転籍・退職・解雇』 （第一法規、2002年）
- 『フランチャイズ契約の実務』（新日本法規、2002年）
- 『フランチャイズ契約の法律相談』（青林書院、2004年）